# Basketball Bundesliga 2014-15
La Basketball Bundesliga 2014-15 fue la edición número 49 de la Basketball Bundesliga, la primera división del baloncesto profesional de Alemania. El campeón fue el Brose Bamberg, que lograba su séptimo título, mientras que descendieron a la ProA el último clasificado, el TBB Trier, y el Artland Dragons, que renunció a su puesto una vez acabada la temporada regular.

## Equipos
| Equipo                        | Ciudad       | Arena                  | Capacidad |
| ----------------------------- | ------------ | ---------------------- | --------- |
| Brose Baskets                 | Bamberg      | Stechert Arena         | 6,800     |
| Medi Bayreuth                 | Bayreuth     | Oberfrankenhalle       | 4,000     |
| Alba Berlin                   | Berlin       | O2 World Berlin        | 14,500    |
| Telekom Baskets Bonn          | Bonn         | Telekom Dome           | 6,000     |
| Basketball Löwen Braunschweig | Braunschweig | Volkswagen Halle       | 6,600     |
| Eisbären Bremerhaven          | Bremerhaven  | Bremerhaven Stadthalle | 4,050     |
| Crailsheim Merlins            | Crailsheim   | Arena Hohenlohe        | 3,000     |
| Fraport Skyliners             | Frankfurt    | Fraport Arena          | 5,002     |
| BG Göttingen                  | Göttingen    | Sparkassen Arena       | 3,447     |
| Phoenix Hagen                 | Hagen        | Enervie Arena          | 3,402     |
| MHP Riesen Ludwigsburg        | Ludwigsburg  | MHPArena               | 5,300     |
| Bayern de Múnich              | Munich       | Audi Dome              | 6,700     |
| EWE Baskets Oldenburg         | Oldenburg    | Große EWE Arena        | 6,069     |
| Artland Dragons               | Quakenbrück  | Artland-Arena          | 3,000     |
| TBB Trier                     | Trier        | Arena Trier            | 5,900     |
| Walter Tigers Tübingen        | Tübingen     | Paul Horn-Arena        | 3,132     |
| ratiopharm ulm                | Ulm          | Ratiopharm Arena       | 6,000     |
| Mitteldeutscher BC            | Weißenfels   | Stadthalle Weißenfels  | 3,000     |

## Temporada regular

### Clasificación
| Pos. | Equipo                        | PJ | G  | P  | PF   | PC   | DP   | Pts | Clasificación o descenso   |
| ---- | ----------------------------- | -- | -- | -- | ---- | ---- | ---- | --- | -------------------------- |
| 1    | Brose Baskets                 | 34 | 29 | 5  | 2872 | 2389 | +483 | 58  | Clasificados para playoffs |
| 2    | Alba Berlin                   | 34 | 28 | 6  | 2875 | 2496 | +379 | 56  | Clasificados para playoffs |
| 3    | Bayern de Múnich              | 34 | 26 | 8  | 3043 | 2555 | +488 | 52  | Clasificados para playoffs |
| 4    | Telekom Baskets Bonn          | 34 | 23 | 11 | 2856 | 2738 | +118 | 46  | Clasificados para playoffs |
| 5    | ratiopharm Ulm                | 34 | 21 | 13 | 2839 | 2846 | −7   | 42  | Clasificados para playoffs |
| 6    | Skyliners Frankfurt           | 34 | 20 | 14 | 2635 | 2565 | +70  | 40  | Clasificados para playoffs |
| 7    | EWE Baskets Oldenburg         | 34 | 19 | 15 | 2748 | 2681 | +67  | 38  | Clasificados para playoffs |
| 8    | MHP Riesen Ludwigsburg        | 34 | 17 | 17 | 2727 | 2676 | +51  | 34  | Clasificados para playoffs |
| 9    | Basketball Löwen Braunschweig | 34 | 17 | 17 | 2619 | 2653 | −34  | 34  |                            |
| 10   | BG Göttingen                  | 34 | 16 | 18 | 2745 | 2832 | −87  | 32  |                            |
| 11   | Artland Dragons               | 34 | 15 | 19 | 2744 | 2763 | −19  | 30  | Abandonó la liga           |
| 12   | Mitteldeutscher BC            | 34 | 14 | 20 | 2558 | 2686 | −128 | 28  |                            |
| 13   | Phoenix Hagen                 | 34 | 11 | 23 | 2701 | 2857 | −156 | 22  |                            |
| 14   | Tigers Tübingen               | 34 | 11 | 23 | 2729 | 2927 | −198 | 22  |                            |
| 15   | Eisbären Bremerhaven          | 34 | 10 | 24 | 2622 | 2810 | −188 | 20  |                            |
| 16   | Medi Bayreuth                 | 34 | 10 | 24 | 2532 | 2734 | −202 | 20  |                            |
| 17   | TBB Trier                     | 34 | 11 | 23 | 2445 | 2703 | −258 | 16  | Descenso a Pro A           |
| 18   | Crailsheim Merlins            | 34 | 8  | 26 | 2568 | 2947 | −379 | 16  | Descenso a Pro A           |

 Fuente: Beko BBL
Notas:
1. ↑  Artland Dragons renunció a su puesto en la BBL. Debido a ello, el Crailsheim Merlins, que acabó en puestos de descenso, permaneció en la Bundesliga.
2. ↑  Artland Dragons se supuso que se disolvía tras la temporada 2014–15, por lo que dejó la liga.[2] Finalmente, el equipo se inscribió en la tercera división, la ProB.
3. ↑  TBB Trier le fueron revocados 6 puntos a causa de una insolvencia.[3]

### Playoffs
|  | Cuartos de final | Cuartos de final      | Cuartos de final |                  |   | Semifinales   | Semifinales | Semifinales |  |   | Final         | Final | Final |  |
|  |                  |                       |                  |                  |   |               |             |             |  |   |               |       |       |  |
|  |                  |                       |                  |                  |   |               |             |             |  |   |               |       |       |  |
|  | 1                | Brose Baskets         | 3                |                  |   |               |             |             |  |   |               |       |       |  |
|  | 1                | Brose Baskets         | 3                |                  |   |               |             |             |  |   |               |       |       |  |
|  | 8                | MHP Ludwigsburg       | 0                |                  |   |               |             |             |  |   |               |       |       |  |
|  | 8                | MHP Ludwigsburg       | 0                |                  | 1 | Brose Baskets | 3           |             |  |   |               |       |       |  |
|  |                  |                       |                  |                  | 1 | Brose Baskets | 3           |             |  |   |               |       |       |  |
|  |                  |                       | 5                | ratiopharm Ulm   | 0 |               |             |             |  |   |               |       |       |  |
|  | 4                | Telekom Baskets Bonn  | 5                | ratiopharm Ulm   | 0 | 2             |             |             |  |   |               |       |       |  |
|  | 4                | Telekom Baskets Bonn  |                  |                  |   |               |             |             |  |   |               |       |       |  |
|  | 5                | ratiopharm Ulm        | 3                |                  |   |               |             |             |  |   |               |       |       |  |
|  | 5                | ratiopharm Ulm        | 3                |                  |   |               |             |             |  | 1 | Brose Baskets | 3     |       |  |
|  |                  |                       |                  |                  |   |               |             |             |  | 1 | Brose Baskets | 3     |       |  |
|  |                  |                       | 3                | Bayern de Múnich | 2 |               |             |             |  |   |               |       |       |  |
|  | 3                | Bayern Munich         | 3                | Bayern de Múnich | 2 | 3             |             |             |  |   |               |       |       |  |
|  | 3                | Bayern Munich         |                  |                  |   |               |             |             |  |   |               |       |       |  |
|  | 6                | Skyliners Frankfurt   | 1                |                  |   |               |             |             |  |   |               |       |       |  |
|  | 6                | Skyliners Frankfurt   | 1                |                  | 3 | Bayern Munich | 3           |             |  |   |               |       |       |  |
|  |                  |                       |                  |                  | 3 | Bayern Munich | 3           |             |  |   |               |       |       |  |
|  |                  |                       | 2                | Alba Berlin      | 2 |               |             |             |  |   |               |       |       |  |
|  | 2                | Alba Berlin           | 2                | Alba Berlin      | 2 | 3             |             |             |  |   |               |       |       |  |
|  | 2                | Alba Berlin           |                  |                  |   |               |             |             |  |   |               |       |       |  |
|  | 7                | EWE Baskets Oldenburg | 0                |                  |   |               |             |             |  |   |               |       |       |  |
|  | 7                | EWE Baskets Oldenburg | 0                |                  |   |               |             |             |  |   |               |       |       |  |
|  |                  |                       |                  |                  |   |               |             |             |  |   |               |       |       |  |

## Galardones
MVP de la temporada
- Jamel McLean, Alba Berlin

Mejor jugador ofensivo
- D. J. Kennedy, MHP Riesen Ludwigsburg

Mejor jugador defensivo
- Cliff Hammonds, Alba Berlin

Mejor jugador alemán joven
- Johannes Voigtmann, Skyliners Frankfurt

Entrenador del Año
- Saša Obradović, Alba Berlin

Jugador más mejorado
- Johannes Voigtmann, Skyliners Frankfurt

Mejores quintetos de la BBL
| Pos.      | All-BBL 1.er equipo | All-BBL 1.er equipo   | All-BBL 2º equipo | All-BBL 2º equipo |
| Pos.      | Jugador             | Club                  | Jugador           | Club              |
| --------- | ------------------- | --------------------- | ----------------- | ----------------- |
| Base      | Brad Wanamaker      | Brose Baskets         | Khalid El-Amin    | BG 74 Göttingen   |
| Escolta   | Alex Renfroe        | Alba Berlin           | Nihad Đedović     | Bayern de Múnich  |
| Alero     | D.J. Kennedy        | EWE Baskets Oldenburg | Ryan Thompson     | Brose Baskets     |
| Ala-Pívot | Jamel McLean        | Alba Berlin           | Raymar Morgan     | BG 74 Göttingen   |
| Pívot     | John Bryant         | Bayern de Múnich      | Tim Ohlbrecht     | Ratiopharm Ulm    |